# Johann Gottlieb Kugelann
Johann Gottlieb Kugelann (2 gener 1753 - 8 setembre de 1815) fou un entomòleg alemany. Farmacèutic de professió, treballà en l'ordre dels Coleòpters.
Va publicar (amb Johann Karl Wilhelm Illiger i Johann Christian Ludwig Hellwig) l'any 1798 Verzeichniss der Käfer Preussens.